# 大内誠弥
大内 誠弥（おおうち せいや、2006年3月9日 - ）は、宮城県東松島市出身のプロ野球選手（投手）。右投右打。東北楽天ゴールデンイーグルス所属。

## 経歴

### プロ入り前
生まれも育ちも宮城県東松島市であり、5歳のときに東日本大震災を経験。東松島市立赤井南小学校1年生のときに『大曲ドリームズ』で指導者をしていた祖父に誘われて野球を始め、投手兼遊撃手であった。東松島市立矢本第二中学校では『東松島シニア』でプレーし、投手兼外野手であった。
日本ウェルネス宮城高校へ進学し、1年夏からベンチ入り。2年秋に佐々木朗希のように足を高く上げるフォームに改造すると、最速144km/hまで成長した。3年夏は宮城大会2回戦で古川学園に敗れた。甲子園出場経験はなし。
2023年10月26日に開催されたドラフト会議にて、東北楽天ゴールデンイーグルスから7位指名を受けた。11月17日に契約金2000万円・年俸500万円（金額はいずれも推定）で入団に合意した。背番号は67。

### 楽天時代
2024年は、二軍で10試合に登板し、0勝1敗、防御率3.82を記録した。
2025年、6月7日に初めて一軍登録されると、同日の読売ジャイアンツ戦（東京ドーム）で先発としてプロ初登板し、4回1安打無失点で降板し勝敗は付かなかった。

## 選手としての特徴・人物
佐々木朗希のように足を高く上げる投球フォームで身長191cmから投げ下ろす角度のあるストレートが武器。高校時代の最速は144km/h、プロ入り後の最速は152km/h。変化球はスライダー・フォークを投じる。
幼少期から大の楽天ファンで憧れの投手は岸孝之。

## 詳細情報

### 記録

#### 初記録
投手記録
- 初登板・初先発登板：2025年6月7日、対読売ジャイアンツ2回戦（東京ドーム）、4回無失点で勝敗つかず[12]
- 初奪三振：同上、2回裏に門脇誠から空振り三振

打撃記録
- 初打席：2025年6月7日、対読売ジャイアンツ2回戦（東京ドーム）、2回表にフォスター・グリフィンから見逃し三振

### 背番号
- 67（2024年[9] - ）